# Last Resort
Last Resort är en film från 2000 regisserad av den polsk-brittiska filmskaparen Pawel Pawlikowski. Filmen har visats, och prisats, vid ett stort antal europeiska filmfestivaler och galor, däribland vid British Academy of Film and Television Arts årliga prisceremoni.

## Handling
Last Resort handlar om Tanya och hennes son Artiom som i hopp om ett bättre liv reser till England för att leva med Tanyas fästman. När han inte dyker upp vid ankomsten i England står Tanya och Artiom handfallna inför immigrationsmyndigheternas hårda bemötande. Till deras förtvivlan placeras de på en flyktingförläggning belägen långt utanför storstädernas urbana miljö, närmare bestämt vid en sömnig badort vid den engelska kusten med det fingerade namnet Stonehaven. Vardagens tristess, hopplöshet och känsla av utanförskap tar över Tanya och Artioms liv, samtidigt finner de en vän i Alfie, en engelsman med brokigt förflutet som gör allt i sin makt för att förbättra deras livssituation.

## Tematik
Den centrala tematiken i Last Resort är tydligt centrerad kring Tanya och Artioms känslor inför livet i exil. Konstant uppstår situationer som ifrågasätter valet att lämna hemlandet. Är man välkommen i det nya landet? Kommer man lyckas integreras i samhället? Är det nya landet verkligen allt det man trodde att det skulle vara? 
Det är intressant i sammanhanget att ta upp regissören Pawel Pawlikowskis egen bakgrund då det finns tydliga likheter mellan Tanya och Artioms situation och Pawlikowskis egna upplevelser. Precis som i Last Resort flydde han till England med sin mor, något som han valde att inkorporera i filmen genom att behålla denna karaktärsstruktur vilket i förlängningen bidrar till att skapa en självbiografisk känsla av autenticitet. Genom att analysera dels filmens tematik om livet i exil, och dels regissörens bakgrund som filmskapare i exil, kan genomgående drag åskådliggöras och förklara en rad stilmässiga och tematiska drag. 

## Manus
Ett tämligen unikt drag för Last Resort är att den spelades in helt utan manus. Pawel Pawlikowskis instruerade inför varje scen skådespelarna Dina Korzun, Artiom Strelnikov och Paddy Considine och en stor del av dialogen var improviserad. Att Pawlikowski väljer att regissera varenda scen spontant utefter sina egna tankar, med den i närmaste självbiografiska handlingen i åtanke, bidrar till att sätta en personlig prägel på filmen. 

## Karaktärer
Filmer som berör frågor om exil tenderar att framhäva visa karaktärsmässiga drag i sin strävan att markera hur karaktärerna avviker ifrån de normer och regler som styr gästlandet. I Last Resort tar det sig bland annat uttryck genom att Tanya tydligt talar engelska med brytning medan Artiom inledningsvis är i princip helt språkmässigt alienerad då hans engelska är än mer outvecklad. Att huvudkaraktärerna är språkmässigt avvikande är en klar tendens i filmer med exilproblematiken som sitt huvudsakliga tematiska drag. I anslutning till den språkmässiga problematiken, för övrigt vanligt förekommande i filmer av denna karaktär, är det intressant att notera att vi som åskådare tar del av dialogen mellan mor och son på ett för oss allra flesta främmande språk. I och med att åskådaren delvis fokuserar på textningen av dialogen går man även miste om värdefulla språkliga element såsom betoningar, fragmenteringar och uttal. Detta innebär att man i ännu större utsträckning identifierar Tanya och Artiom som annorlunda, vilket är ett i allra högsta grad medvetet val av Pawlikowski. Det är viktigt att poängtera att samtidigt som Tanya och Artioms utanförskap understryks är det den faktor som driver dem, och narrativet, framåt. En motivationsfaktor är ständigt ett bättre liv i England vilket får både Tanya och Artiom att försöka bryta sig in i samhället. För Tanya tar det sig uttryck i form av ett ständigt sökande efter arbete, argumenterande med byråkratiska myndighetspersoner och, till sist, i ren desperation, medgivande att agera pornografiskt inför betalande Internet-användare. Allt för att möjligheten att lämna Stoneshaven och starta ett nytt liv någon annanstans i England ska realiseras.
Pawlikowskis mål var enligt honom själv att skapa en genuin känsla i förhållandet mellan mor och son och därför letade han inledningsvis efter en skådespelande mor och hennes icke-tränade son. När han fann Dina Korzun, som har genomgått skådespelarutbildning vid Moscow Arts Theatre, och Artiom Strelnikov, som aldrig tidigare agerat i filmer, gick han ifrån tanken om en biologisk koppling mellan de två skådespelarna. Istället valde han att satsa på Artiom Strelnikov som Pawlikowski ansåg var lik Antoine Doinel och de övriga barnskådespelarna i De 400 slagen, barnskådespelare som precis som Artiom tillför filmen ett instinktivt agerande som bidrar till att skapa en naturlig känsla av autenticitet. Användandet av amatörskådespelare är en vanlig metod för att skapa en autentisk och realistisk känsla. Det är även vanligt att amatörskådespelare representerar regissören och hans egna upplevelser, vilket är ett viktigt drag i filmer gjorda av exilregissörer som Pawlikowski, där de självbiografiska elementen blir mer av ett personligt avtryck på det slutgiltiga verket. När Pawlikowski väl insåg att han inte skulle satsa på det biologiska bandet mellan mor och son valde han låta samtliga skådespelare och filmarbetare leva tillsammans i en trång miljö för att skapa den naturliga och avslappnade känslan han eftersökte. Pawlikowski anger även ekonomiska skäl till detta agerande då han, i och med att det var hans första långfilm, led av en begränsad budget.

## Färger och bildkomposition
Genom att belysa såväl bilderna av staden som bilderna av Tanya och Artiom med ett matt blått skimmer, en färg ofta förknippad med kyla och sterila miljöer, förstärker Pawlikowski känslan av Stonehaven som en ogästvänlig plats. Den mer eller mindre konstant gråa himlen är även den ett viktigt stilistiskt drag i Pawlikowskis mise-en-scène eftersom den genomgående fungerar som en fond för de olika karaktärernas liv. Pawlikowski har själv medgett att han har försökt förvränga bildkompositionen på ett sådant sätt att karaktärernas utanförskap accentueras. För att poängtera Tanya och Artioms känsla av klaustrofobi iscensätter Pawlikowski deras boende som garderobsliknande, minimalistiskt och nedgånget. Detta bidrar ytterligare till känslan av utanförskap. När Alfie sedermera hjälper Artiom att måla om lägenheten, i en ljusblå ton, förändras delvis filmens stämning och en gnista hopp tänds för samtliga karaktärer. Det kalla, våldsamma havet är en ständig påminnelse om Tanya och Artioms utsatta position rent geografiskt. Detta geografiska hinder betonas även genom Tanyas svårigheter att kommunicera med omvärlden.

## Politik
I England blev Last Resort ett hett diskussionsämne då konservativa kritiker anklagade filmen för att i alltför hög utsträckning fokusera på de negativa sidorna av landets immigrationspolitik. De anser rent generellt att England är ett enkelt mål för ekonomisk och arbetsrelaterad invandring och ser inte den hopplöshet som Pawlikowski framställer som realistisk. Pawlikowski säger sig själv inte se på filmen som ett politiskt inlägg i någon rådande flyktingdebatt, utan snarare en personlig historia om en mor och en son och deras känslor inför en ny skrämmande värld. Den kritik han kan säga sig uttrycka i Last Resort är framförallt mot den engelsktalande filmindustrin som enligt honom kategoriskt framställer icke engelsktalande som antingen kriminella eller offer. Tanya och Artiom ges karaktärsmässigt djup och är i grund och botten starka trots alla yttre påfrestningar.

## Produktion
De förutsättningar som Last Resort haft inför produktionen, med en skral budget på 320.000 pund, är tämligen talande för filmer likt denna som uttrycker en personlig historia. Budgeten föranledde även rent praktiska val såsom att scenerna anpassades utefter trafiken, att skådespelarna fick leva tillsammans under filminspelningen och att antalet statister hölls nere till ett minimum. Det faktum att Pawlikowski till den milda grad är med och påverkar filmens utseende och manus innebär att han gör sig själv till en del av den slutgiltiga texten. Samtidigt som likheterna är tydliga skapar Pawlikowski tvetydighet för åskådaren då fiktiva och subjektiva element blandas vilket gör det svårare att urskilja vad som egentligen är baserat på vad och vem som är den egentliga författaren bakom det.

## Priser och utmärkelser
Pawel Pawlikowski vann med filmen pris som bästa nykomling år 2000 på BAFTA-galan. Filmen har även prisats vid Bratislava, Edinburgh, Gijon, London och Thessalonikis internationella filmfestivaler.